# Gargué
Gargué (ou N'Gargué, NGargué, Gargue, NGargue, N'Gargue)  (date de naissance inconnue - date de décès attestée inconnue), connu sous le matricule no 2366, est un caporal devenu sergent, sans doute tchadien, Compagnon de la Libération au titre de son action dans la France Libre (Bataillons de marche du Tchad).

## Éléments biographiques
Le nom exact de Gargué ou N'Gargué n'est pas connu, non plus que sa date de naissance et son origine. Son prénom est peut-être Félicien. Son décès éventuel n'est pas connu.
Gargué ou N'Gargué sert au bataillon de marche numéro 3 de l'AEF, formé en décembre 1940 à partir de membres du Régiment de tirailleurs sénégalais du Tchad. Il appartient à la 3e section de la 9e compagnie de ce batailon, sous le numéro matricule 2366. Il est caporal.
Il prend part à la campagne d'Érythrée contre les Italiens. Sous les ordres de Marcel Vincent, il s'illustre lors de la bataille de Keren, à la prise de Kub-Kub les 21 et  22 février 1941, tenant seul une journée avec son FM sans soutien ni eau, puis effectuant une reconnaissance importante, où il est blessé ; il est évacué le 23 février. Ces faits d'armes lui valent une citation à l'ordre de l'armée : « Gradé énergique, a tout au long d'une journée de combat pénible en montagne et sans eau à Cub-Cub (Erythrée) les 21 et 22 février 1941 assuré le service d'un F.M. à la place d'un tirailleur défaillant. A été sérieusement blessé au moment où il reconnaissait un objectif tenu par des groupes ennemis qui interdisaient l'avance de sa section ». 
Ayant repris place au combat, il est encore blessé le 25 mars suivant par un bombardement de mortier sur sa position dans le massif de l'Engiahat, à l'approche du Grand Willy.
À la suite de ces faits d'armes, il est promu sergent, et décoré de la croix de la Libération par le général de Gaulle en Palestine, en mai 1941.
Ce qui lui arrive ensuite n'est pas connu. Comme l'indique le site de l'ordre de la Libération, « Par jugement en date du 4 juillet 2008, le tribunal de grande instance de Paris a déclaré absent M. Félicien Gargué ou N’Gargué, Compagnon de la Libération, qui n’a plus reparu ni donné de nouvelles depuis juin 1941 et dont les date et lieu de naissance sont inconnus, l’orthographe des nom et prénom est incertaine ».

## Hommages et distinctions
- Compagnon de la Libération par décret du 23 juin 1941. La croix lui a été remise par le général de Gaulle le mois précédent[1].
- Croix de guerre 1939–1945, palme de bronze[1].
- Médaille coloniale avec mention « Érythrée ».